# Dale Pelayo
Dale Daniel Pelayo Sr. (ur. 2 marca 1977 w Roaring Creek) – belizeński piłkarz występujący na pozycji napastnika, reprezentant Belize, trener piłkarski, obecnie selekcjoner reprezentacji Belize.

## Kariera klubowa
Pelayo pochodzi ze wsi Roaring Creek w dystrykcie Cayo. Występował w lidze belizeńskiej m.in. w klubach Juventud Benqueña (w jego barwach w sezonie 1998/1999 z 11 golami został wicekrólem strzelców rozgrywek), Griga United FC, Real Verdes FC, Belmopan United oraz Belmopan Bandits FC.

## Kariera reprezentacyjna
Pelayo występował w młodzieżowych reprezentacji Belize U-19, reprezentacji Belize U-21 i reprezentacji Belize U-23. Z drużyną narodową U-21 brał udział w eliminacjach do Igrzysk Ameryki Środkowej i Karaibów 1998.
W marcu 1999 Pelayo został powołany przez selekcjonera Manuela Bilchesa do seniorskiej reprezentacji Belize na Puchar Narodów UNCAF. Tam wystąpił w obydwóch meczach – 17 marca jako rezerwowy z Kostaryką (0:7) i dwa dni później w pierwszym składzie z Hondurasem (1:5). Jego drużyna odpadła z turnieju w fazie grupowej.

## Kariera szkoleniowa
Po zakończeniu kariery piłkarskiej Pelayo został trenerem. Najpierw był asystentem trenera Kenta Gabourela w Belmopan Bandits FC (2017). Następnie pracował w drużynie Police United FC, początkowo w roli asystenta, a później jako pierwszy trener (2018–2019). Trenował również reprezentację do lat piętnastu stołecznego miasta Belmopan (2018) oraz zespół Wagiya FC (2019). Pracował jako selekcjoner reprezentacji Belize U-16 (2018), reprezentacji Belize U-17 (2018), reprezentacji Belize U-18 (2019) oraz reprezentacji Belize U-20 (2019–2020). Ponadto był asystentem selekcjonera Palmiro Salasa w pierwszej reprezentacji Belize (2018–2019).
W lipcu 2020 Pelayo został selekcjonerem pierwszej reprezentacji Belize.